# Homenatge a Catalunya
Homenatge a Catalunya (en anglès: Homage to Catalonia) és el relat personal de George Orwell sobre la Guerra Civil espanyola, escrit en primera persona. La primera edició, en anglès, es va publicar l'any 1938. Va ser traduit al català per Ramon Folch i Camarasa i editat per Ediciones Destino, Editorial Ariel i Edicions 62.
Orwell va ser a Catalunya des de desembre de l'any 1936 fins al juny del 1937. En la seva obra relata com, arribant a Barcelona amb la idea d'escriure articles periodístics i amb la determinació de «matar feixistes», s'uneix a la milícia del Partit Obrer d'Unificació Marxista (POUM) ―de caràcter revolucionari i antiestalinista― de la mà del periodista Víctor Alba i viu, en primer lloc, la guerra a les trinxeres de la serra d'Alcubierre, al front d'Aragó, on experimenta la igualtat i la fraternitat en primera línia de combat; després, la lluita interna i les desconfiances entre republicans, socialistes i comunistes amb anarquistes i comunistes del POUM.
D'aquesta manera, l'obra d'Orwell dona a conèixer la visió no convencional de la Guerra Civil, des de la revolució social de caràcter anarquista que es va dur a terme a Catalunya i a l'Aragó fins a la brutal repressió per part del govern republicà i la manipulació del poder.

## Temàtica
La idea principal del llibre és la descripció del que és una guerra des d'un punt de vista extraoficial, més humà, basant-se en les seves vivències. Per això l'autor no escatima detalls quan explica la vida quotidiana dels soldats (les cinc coses importants a la guerra, el problema del fred, la impuntualitat, la manca de religiositat, les descripcions de les armes...). També dedica nombroses pàgines a l'esclariment dels partits i les nombroses estratègies polítiques que es duen a terme. De vegades donant una versió dels fets diferent dels de la premsa propagandística. Per exemple, dedica diverses pàgines del llibre a refutar les acusacions que els militants del POUM fossin quintacolumnistes.
Homenatge a Catalunya és una obra exquisida des del punt de vista històric: no pas per la descripció d'interminables batalles, ni llistes de noms i de morts, ni dates concretes, sinó per la manera com Orwell enfoca el que és una guerra. En primer lloc, el fet de no ser ciutadà espanyol li atorga una certa distància com a narrador. En segon lloc, el punt de vista intern és adequat pel tipus de relat que vol crear. I per acabar, moltes de les seves descripcions s'acosten al costumisme, com si fossin textos de costums que complementen els fets: 
| « | En la guerra de trinxera hi ha cinc coses importants: la llenya, el menjar, el tabac, les espelmes i l'enemic; anaven permanentment bruts, dormien poc, bevien una aigua horrible i hi havia excrements pertot. | » |

Particularment criticava la inexperiència de molts soldats i la presència d'adolescents: 
| « | […] criatures esparracades, armades amb fusells tronats que ni tan sols no sabien fer servir. | » |

No s'oblida de retreure el pèssim armament de què disposaven:
| « | […] les municions eren escasses i de la pitjor qualitat, no teníem cascos metàl·lics, ni baionetes, i amb prou feines revòlvers [...], de bombes de mà ens en tocava una a cada cinc o deu homes, no teníem mapes, ni telescopis, ni periscopis, ni bengales, ni eines i fins i tot hi havia fusells que tenien el mal costum de disparar-se sols. | » |

També destaca el contrast entre l'entusiasme revolucionari (especialment el dels més joves, que cridaven «¡Fascistas, maricones!») i la desil·lusió dels Fets de maig del 1937. A banda de la descripció de la guerra en primera persona, també cal destacar que l'obra contribueix a endreçar les idees polítiques de les diferents organitzacions del bàndol republicà. Orwell, com el POUM, veia en la revolució popular l'únic mètode per guanyar la guerra.

## Organitzacions
Al llarg del llibre apareixen moltes organitzacions, algunes de les quals tenen més rellevància al llibre que no pas els personatges:
- El Partit Obrer d'Unificació Marxista (POUM) hi apareix tot sovint. Va sorgir durant la Segona República, l'any 1935. La seva influència es notava sobretot al País Valencià i Catalunya.
- El Partit Socialista Unificat de Catalunya (PSUC), d'ideologia comunista i nascut al principi de la guerra.
- La Unió General de Treballadors (UGT), també d'esquerra, d'abast estatal.
- Altres organitzacions que també hi apareixen són la FAI, la JCI, la JSU, la AIT i el ILP Contingent.

## Edicions de l'obra
La primera edició de l'obra fou publicada al Regne Unit el 1938, sense haver-ne venut ni 1.000 exemplars abans que el seu autor sigui enterrat a la petita localitat de Sutton Courtenay. El llibre no recobrarà vida fins que es va publicar als Estats Units el febrer de 1952, amb un pròleg de l'escriptor Lionel Trilling. L'única traducció publicada mentre Orwell era viu fou a l'italià, el desembre de 1948. La traducció al francès, d'Yvonne Davet —amb qui Orwell s'escrivia, fent comentaris sobre la seva traducció i afegint notes aclaridores— no es va publicar fins cinc anys després de la mort de l'autor. A l'Estat espanyol, la censura no en permeté la publicació fins al 1970.

## Adaptacions teatrals
- El 2004, Josep Galindo va dirigir una versió teatral d'Homenatge a Catalunya que es va representar a Barcelona al teatre Romea.[5]